# Rudimental
I Rudimental sono un gruppo musicale britannico di musica elettronica, formatosi nel 2009 a Hackney, quartiere di Londra.
La formazione è composta dai compositori e produttori Piers Agget, Kesi Dryden e Leon "DJ Locksmith" Rolle e ha raggiunto la notorietà grazie al singolo del 2012 Feel the Love, realizzato insieme al cantautore John Newman e che ha raggiunto la prima posizione della Official Singles Chart e della Official Dance Chart. Tra il 2011 e il 2022 vi ha fatto parte anche il polistrumentista Amir Amor.
Attualmente il gruppo ha all'attivo quattro album in studio, il cui primo, intitolato Home, ha debuttato al primo posto nella Official Albums Chart ed è stato certificato doppio disco di platino dalla BPI per le oltre 1 200 000 copie vendute.

## Storia del gruppo

### Primi anni (2009-2012)
Aggett, Dryden e Rolle si conobbero già durante la loro adolescenza, crescendo nello stesso quartiere e frequentando le medesima scuola. Attorno al 2009 i tre diedero vita ai Rudimental, il cui nome deriva da un libro per pianoforte usato da Dryden durante la sua infanzia. La prima pubblicazione fu Sexy Sexy, brano realizzato insieme a Natalie May e incluso nella raccolta Massive R&B Spring 2009 della Universal Music TV; il brano ottenne una certa popolarità nelle radio club britanniche e il relativo video musicale apparve nella playlist di MTV Base. L'anno seguente fu la volta di Club Love e nel 2011 firmarono un contratto discografico con la Black Butter Records, pubblicando tra marzo e giugno i singoli Deep in the Valley e Speeding, i quali hanno visto rispettivamente la partecipazione vocale di MC Shantie e di Adiyam.
Durante la metà del 2011 il trio fece la conoscenza di Amir Amor, proprietario dello studio di registrazione Major Toms e con il quale collaborarono alla realizzazione di nuovo materiale, culminato con i brani Spoons, Feel the Love e Not Giving In. Ad Amor fu successivamente proposto di entrare nella formazione, portando così il gruppo a un quartetto mentre il 20 febbraio 2012 Spoons, che ha visto la partecipazione vocale di MNEK e di Syron, fu pubblicato come singolo dalla Black Butter.

### Home(2012-2014)

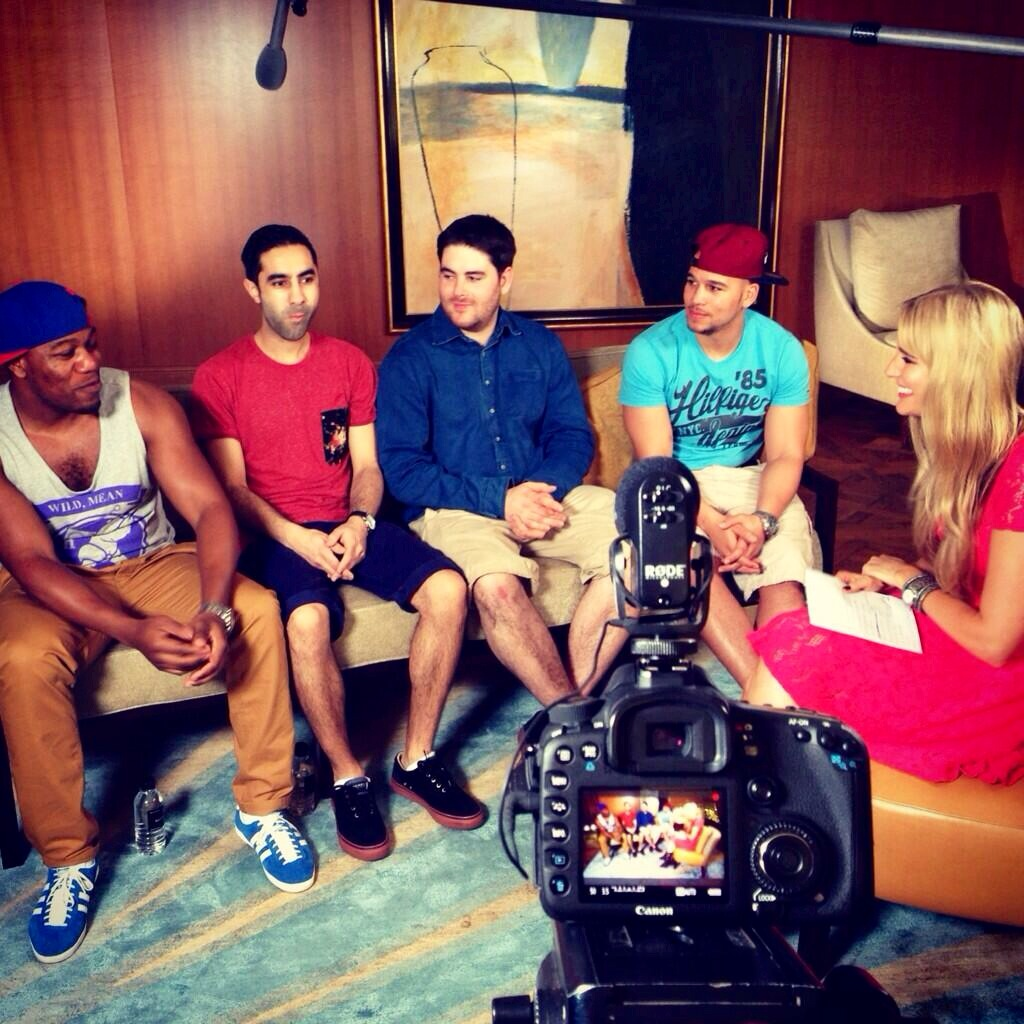
I Rudimental nel 2013

Nel 2012 il gruppo ha firmato un contratto con la Asylum Records, di proprietà della Warner Music Group, con la quale hanno pubblicato il singolo Feel the Love, uscito il 12 giugno. Il singolo ha visto la partecipazione del cantautore John Newman e ha debuttato alla prima posizione della Official Singles Chart, oltre anche ad essere stato certificato triplo disco di platino in Australia e disco di platino in Nuova Zelanda. La collaborazione con Newman è proseguita anche nel singolo successivo del gruppo, Not Giving In, che ha visto anche la partecipazione di Alex Clare. Pubblicato il 12 ottobre, anche Not Giving In ha ottenuto un buon successo, classificandosi al primo posto nella Official Dance Chart e divenendo doppio disco di platino in Australia.
Nel mese di marzo 2013 è stato annunciato il titolo dell'album di debutto del gruppo, Home, e la relativa data di uscita, fissata al 29 aprile. Il disco ha debuttato al primo posto nella Official Albums Chart e, a distanza di appena dieci giorni, ha ottenuto la certificazione come disco d'oro dalla BPI per le oltre 100 000 copie vendute. Poco prima della sua pubblicazione, i Rudimental avevano pubblicato un ulteriore singolo, intitolato Waiting All Night e uscito il 12 aprile 2013.
In seguito alla pubblicazione di Home, i Rudimental hanno proseguito la promozione dell'album rendendo disponibili altri tre singoli: Right Here, anticipato a inizio luglio dal relativo video musicale e successivamente pubblicato digitalmente il 18 agosto 2013, Free, pubblicato digitalmente il 19 novembre e fisicamente il 17 gennaio 2014, e Powerless, il quale ha ricevuto un video il 29 gennaio 2014.

### We the Generation(2014-2016)
Nel corso del 2014 i Rudimental hanno contribuito alla composizione del brano Bloodstream del cantautore britannico Ed Sheeran, successivamente inserito nel suo secondo album X. Nel mese di dicembre dello stesso anno è stato rivelato che i Rudimental e Sheeran hanno realizzato una seconda versione del brano, pubblicata come singolo il 27 febbraio 2015.
Il 27 aprile 2015 è stato presentato il singolo Never Let You Go, che ha anticipato il secondo album in studio del gruppo. Intitolato We the Generation, quest'ultimo era inizialmente previsto per il 18 settembre 2015 (data successivamente spostata al 2 ottobre) e contiene collaborazioni con vari artisti, tra cui una con Bobby Womack, scomparso nel giugno 2014. Ad anticipare l'album sono stati anche il video di Rumour Mill, uscito il 22 giugno, il brano Love Ain't Just a Word e i singoli I Will for Love e Lay It All on Me.

### Toast to Our Differences(2016-2019)

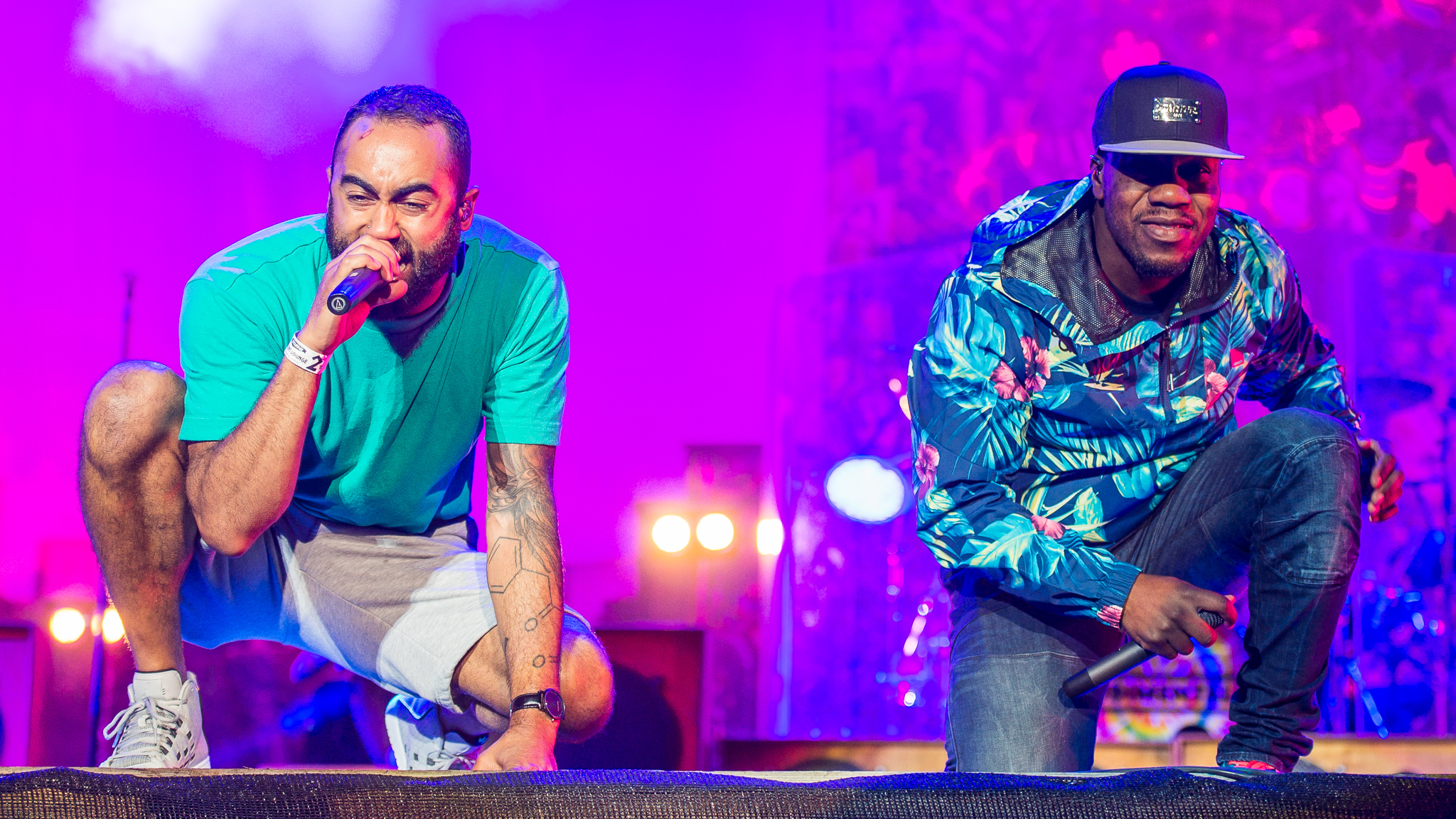
Il cantante Thomas Jules e DJ Locksmith in concerto nel 2016

Il 26 agosto 2016 i Rudimental hanno pubblicato per il download digitale il singolo inedito Healing, registrato in collaborazione con J Angel e precedentemente suonato durante i DJ set di vari artisti, tra cui anche Calvin Harris. Il 30 giugno 2017 è stata la volta di Sun Comes Up, che ha visto la partecipazione vocale di James Arthur; in seguito alla sua uscita sono stati pubblicati svariati remix del brano, oltre al relativo video, reso disponibile a partire dal 12 settembre attraverso il loro canale YouTube. Intorno allo stesso periodo hanno collaborato con il DJ britannico Sub Focus alla realizzazione del brano Trouble, pubblicato come singolo il 18 agosto; al termine dell'anno è uscito un ulteriore singolo inedito, No Fear, realizzato con il duo statunitense The Martinez Brothers.
Il 19 gennaio 2018 il quartetto ha pubblicato il singolo These Days, realizzato con la partecipazione di Jess Glynne, Macklemore e Dan Caplen. Dopo aver mantenuto per sette settimane consecutive la seconda posizione nella Official Singles Chart, il singolo ha conquistato la vetta della classifica, divenendo il terzo nella carriera dei Rudimental a raggiungere tale obiettivo. Il 21 aprile Healing e No Fear sono stati ripubblicati come doppio singolo 12" in occasione dell'annuale Record Store Day.
Il 25 maggio il gruppo ha annunciato il terzo album in studio Toast to Our Differences, originariamente previsto per il 7 settembre, e presentato il video del singolo omonimo, realizzato insieme a Shungudzo, Protoje e Hak Baker, mentre il 15 giugno è stata la volta del quarto singolo Let Me Live in collaborazione con i Major Lazer.
Successivamente i Rudimental hanno posticipato la pubblicazione dell'album al 25 gennaio 2019 per poi annunciare le collaborazioni definitive in esso presenti, tra cui Tom Walker (nel quinto singolo Walk Alone), Rita Ora (nel sesto singolo Summer Love) e i Ladysmith Black Mambazo.

### DistinctioneGround Control(2019-2021)
Il 21 giugno 2019 il quartetto ha pubblicato il singolo Sitigawana insieme ai The Martinez Brothers, che rappresenta un ritorno alle sonorità dance e club degli esordi; il brano ha inoltre rappresentato la prima anticipazione a un EP intitolato Distinction, distribuito il successivo 9 agosto. Tra i quattro brani contenuti vi è anche Something About You, realizzato insieme a Elderbrook e promosso da un video musicale.
Nel mese di marzo 2020 i Rudimental hanno pubblicato i singoli Krazy e Easy on Me, quest'ultimo caratterizzato dalla partecipazione dei The Martinez Brothers. Il 28 agosto dello stesso anno hanno reso disponibile Come Over, che ha visto la partecipazione di Anne-Marie e Tion Wayne, mentre il 10 dicembre è stata la volta di Be the One, inciso con Morgan, Digga D e Tike. Il 20 novembre è inoltre uscito l'EP Euphoric Sad Songs di Raye, al cui interno è presente il brano Regardless prodotto dai Rudimental stessi; esso è stato in seguito estratto come singolo il 18 dicembre.
Nella primavera 2021 il gruppo ha presentato il singolo Be Somebody, frutto della collaborazione con James Vincent McMorrow, e il 18 giugno dello stesso anno ha reso disponibile Straight from the Heart, uscito in concomitanza con l'annuncio del quarto album in studio Ground Control. Pubblicato il 3 settembre, il disco è stato promosso anche attraverso i singoli So Sorry e Jumper e da una serie di cinque concerti in alcune città dell'Inghilterra tenuti tra 24 e il 29 agosto.

### Addio di Amor,Break My Heart(2022-presente)
Nell'autunno 2022 i Rudimental hanno diffuso tramite i social network una foto promozionale ritraente Agget Dryden e Rolle, facendo intuire che Amor abbia abbandonato il gruppo, ritornato pertanto un trio dopo undici anni. Poco tempo dopo, il 12 novembre hanno pubblicato il singolo Break My Heart, caratterizzato da sonorità puramente drum and bass.

## Formazione
Attuale
- Piers Aggett – organo Hammond, tastiera, sintetizzatore, cori (2010-presente)
- Kesi Dryden – tastiera, sintetizzatore, keytar (2010-presente)
- Leon "DJ Locksmith" Rolle – MC, campionatore, tastiera, percussioni (2010-presente)

Ex componenti
- DJ Douglas – giradischi, programmazione (2011)
- Amir Amor – chitarra, basso, percussioni, tastiera, cori (2011-2022)

Turnisti
- Thomas Jules – voce, cori (2012-presente)
- Anne-Marie – voce, cori (2012-presente)
- Will Heard – voce, cori, sassofono (2015-presente)
- Bridgette Amofah – voce, cori (2015-presente)
- Beanie – batteria (2012-presente)
- Mark Crown – tromba (2012-presente)
- Taurean Antoine-Chagar – sassofono (2012-presente)

Ex turnisti
- Becky Hill – voce, cori (2012-2014)
- Ella Eyre – voce, cori (2012-2014)
- Sinead Harnett – voce, cori (2012-2014)

## Discografia
- 2013 – Home
- 2015 – We the Generation
- 2019 – Toast to Our Differences
- 2021 – Ground Control